# Batalla de Stockach (1800)
La batalla de Stockach (1800) se libró el 3 de mayo de 1800 entre el ejército de la Primera República Francesa bajo Jean Victor Marie Moreau y el ejército de la Monarquía de los Habsburgo dirigido por Paul Kray. Los combates cerca de Engen resultaron en un punto muerto. Sin embargo, mientras los dos ejércitos principales estaban comprometidos en Engen, Claude Lecourbe capturó Stockach de sus defensores austriacos (este último comandado por José, Príncipe de Lorena-Vaudemont). La pérdida de su principal base de suministros en Stockach obligó a Kray a ordenar una retirada. Stockach se encuentra cerca del extremo noroeste del lago de Constanza, mientras que Engen está a 20 kilómetros (12 millas) al oeste de Stockach. La acción ocurrió durante la Guerra de la Segunda Coalición, parte de las Guerras Revolucionarias Francesas.

## Antecedentes

### Planes
A principios de 1800 los ejércitos de Francia y los Habsburgo se enfrentaron a través del Rin. El Feldzeugmeister Paul Kray dirigió aproximadamente 120 000 soldados. Además de sus soldados austriacos regulares, dirigió 12 000 hombres del Electorado de Baviera, 6000 tropas del Ducado de Wurtemberg, 5000 soldados de baja calidad del Arzobispado de Maguncia y 7000 milicianos del Condado de Tirol. De estos 25 000 hombres fueron desplegados al este del lago de Constanza (Bodensee) para proteger el Vorarlberg. Kray colocó su cuerpo principal de 95 000 soldados en el ángulo en forma de L, donde el Rin cambia de dirección de un flujo hacia el oeste a lo largo de la frontera norte de Suiza a un flujo hacia el norte a lo largo de la frontera oriental de Francia. Imprudentemente, Kray estableció su revista principal en Stockach, a solo un día de marcha de la Suiza francesa.
El príncipe Feldmarschall-Leutnant Enrique XV de Reuss-Plauen comandó las 25 000 tropas en el Vorarlberg, que incluía a los tiroleses. El centro de 40 000 hombres dirigido por Feldmarschall-Leutnant Friedrich Joseph, conde de Nauendorf fue enviado desde el lago de Constanza en el este hasta Villingen en el oeste, con sus elementos delanteros a lo largo del Rin entre el lago y Basilea. El ala derecha consistía en los 15 000 soldados de Feldmarschall-Leutnant Michael von Kienmayer que custodiaban los pasos a través de la Selva Negra, 16 000 soldados bajo Feldmarschall-Leutnant Anton Sztáray detrás del Rin desde el río Rench al norte hasta el río Meno y 8000 hombres defendiendo Frankfurt. Finalmente, una reserva de 20 000 personas flotaba cerca de Stockach. Había guarniciones en todas las fortalezas principales y un pequeño escuadrón naval en el lago de Constanza. En total, Kray dispuso de 110 000 infantes, 25 000 de caballería, 4000 artilleros y 500 piezas de artillería. En su retaguardia había una importante base de suministros y un campamento atrincherado en Ulm. El general habsburgo pudo trazar una línea de suministro a través de Múnich a Austria y una segunda a través de Ratisbona a Bohemia.
El general de división Jean Victor Marie Moreau comandó un ejército bien equipado de 137 000 soldados franceses. De estos, 108 000 soldados estaban disponibles para operaciones de campo, mientras que los otros 29 000 vigilaban la frontera suiza y mantenían las fortalezas del Rin. El primer cónsul Napoleón Bonaparte ofreció un audaz plan de operaciones basado en flanquear a los austriacos por un empuje de Suiza, pero Moreau se negó a seguirlo. Más bien, Moreau planeó cruzar el Rin cerca de Basilea, donde el río giraba hacia el norte. Una columna francesa distraería a Kray de las verdaderas intenciones de Moreau cruzando el Rin desde el oeste. Bonaparte quería que el cuerpo del general de división Claude Lecourbe se separara a Italia después de las batallas iniciales, pero Moreau tenía otros planes.

### Ejército francés
A principios de marzo, Bonaparte ordenó a Moreau formar su ejército en cuerpos de ejército de armas. En consecuencia, para el 20 de marzo de 1800, había cuatro cuerpos, y el último servía como reserva del ejército. El Ala Derecha fue dirigida por Lecourbe e incluyó cuatro divisiones dirigidas por los generales de división Dominique Vandamme, Joseph Hélie Désiré Perruquet de Montrichard, Jean Thomas Guillaume Lorge y Étienne Marie Antoine Champion de Nansouty. Vandamme comandaba 9632 infantes y 540 caballería, Montrichard supervisaba 6998 infantes, Lorge tenía 8238 infantes y 464 caballería y Nansouty dirigía 1500 granaderos y 1280 caballería. El Centro fue dirigido por el general de división Laurent Gouvion Saint-Cyr y comprendía cuatro divisiones bajo los generales de división Michel Ney, Louis Baraguey d'Hilliers y Jean Victor Tharreau y el general de brigada Nicolas Ernault des Bruslys. Ney tenía 7270 infantes y 569 caballería, d'Hilliers contaba con 8340 de infantería y 542 de caballería, Tharreau lideraba 8326 de infantería y 611 de caballería y Bruslys dirigía 2474 de infantería ligera y 1616 de caballería.
El Ala Izquierda estaba comandada por el general de división Gilles Joseph Martin Brunteau Saint-Suzanne y consistía en cuatro divisiones bajo los generales de división Claude-Sylvestre Colaud, Joseph Souham, Claude Juste Alexandre Legrand y Henri François Delaborde. Colaud lideraba 2740 infantes y 981 caballería, Souham tenía 4687 infantes y 1394 caballería, Legrand contaba 5286 de infantería y 1094 de caballería y Delaborde supervisaba 2573 de infantería y 286 de caballería. Moreau dirigió personalmente la Reserva, que estaba formada por tres divisiones de infantería y una de caballería dirigidas por los generales de división Antoine Guillaume Delmas, Antoine Richepanse, Charles Leclerc y Jean Joseph Ange d'Hautpoul. Delmas tenía 8635 infantes y 1031 caballería, Richepanse dirigía 6848 infantes y 1187 caballería, Leclerc comandaba 6035 infantería y 963 caballería y d'Hautpoul contaba 1504 caballería pesada.
Había tropas separadas adicionales bajo el liderazgo general de Moreau. Estos incluían al general de división Louis-Antoine-Choin de Montchoisy con 7715 infantes y 519 de caballería, separados para mantener Suiza. Las fortalezas en Alsacia y a lo largo del Rin fueron defendidas por fuerzas bajo los generales de división François Xavier Jacob Freytag, 2935 infantes, Joseph Gilot, 750 caballería, Alexandre Paul Guérin de Joyeuse de Chateauneuf-Randon, 3430 infantes y 485 caballería, Antoine Laroche Dubouscat, 3001 infantería y 91 caballería y Jean François Leval, 5640 infantería y 426 caballería.